# National Union of Women's Suffrage Societies
Ne doit pas être confondu avec National Society for Women's Suffrage.
La National Union of Women's Suffrage Societies (NUWSS), également connue sous le nom de Suffragists pour se distinguer des Suffragettes, est une organisation qui milite en faveur du droit de vote des femmes à la fin du XIXe et au début du XXe siècle au Royaume-Uni.

## Création et militantisme

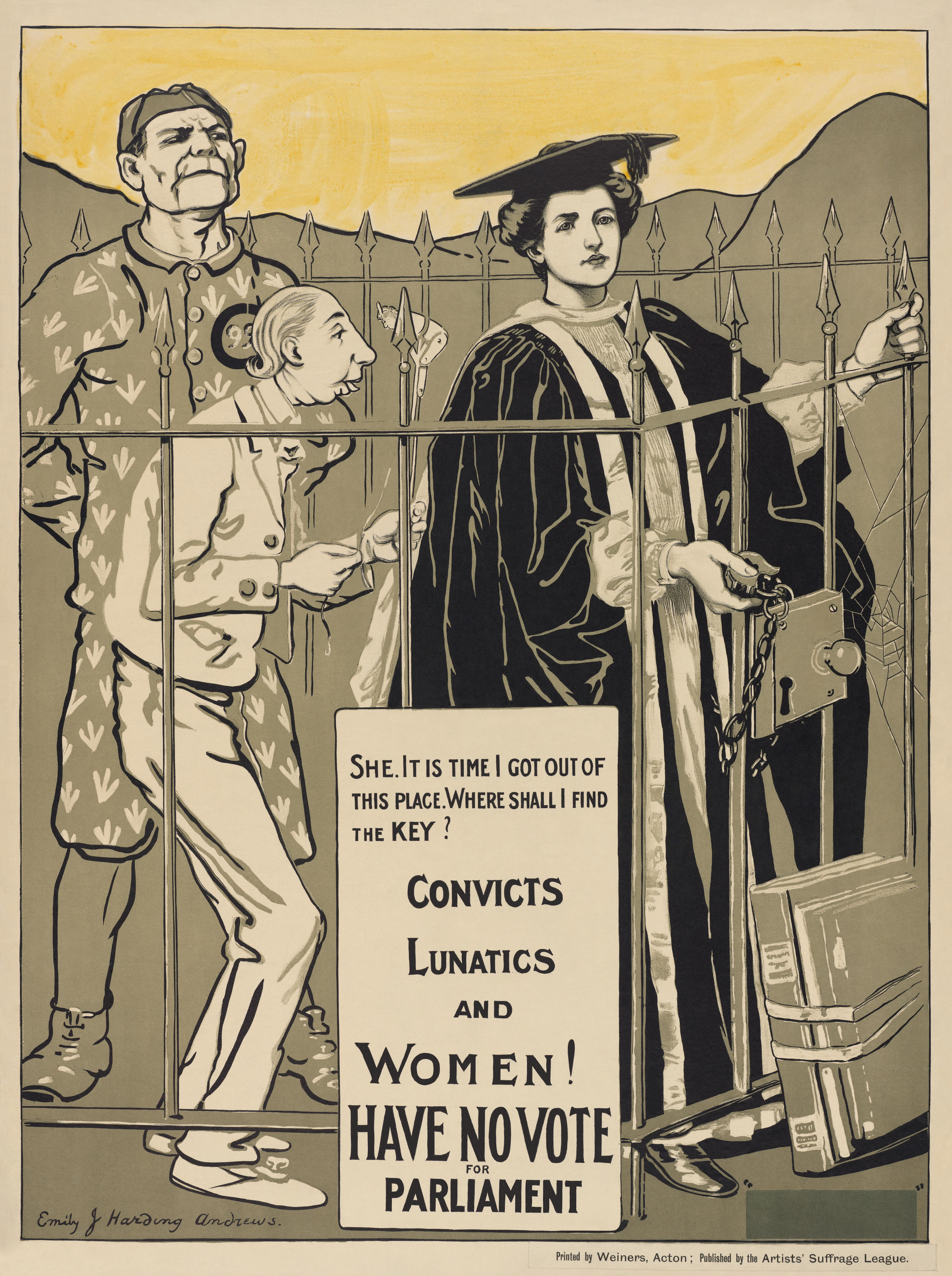
« She. It is time I got out of this place. Where Shall I Find The Key ? Convicts Lunatics and Women! Have No Vote for Parliament », ca. 1907-1918. (traduction : « Elle. Il est temps que je sorte d'ici. Où puis-je trouver la clé ? Les condamnés, les fous et les femmes ! N'ont pas le droit de vote au Parlement »). Affiche de 1908 réalisée par Emily J. Harding probablement dans le mouvement de la Mud March avec la National Union of Women's Suffrage Societies.

Le groupement d'associations fut fondé en 1897 à la suite de la réunion de la National Central Society for Women's Suffrage (NCWS) et du comité central de la National Society for Women's Suffrage (NSWS), les deux associations s'étant précédemment séparées en 1888.
La NUWSS était dirigée par Millicent Fawcett, qui fut la présidente de la National Society for Women's Suffrage pendant plus de vingt ans. Elle consistait en une organisation démocratique qui avait pour but l'établissement du droit de vote pour les femmes par des moyens pacifiques et légaux, c'est-à-dire par l'introduction de projets de loi au Parlement et la tenue de meetings de sensibilisation à leur cause.
En 1903, la NUWSS connaît une scission, avec la création de la Women's Social and Political Union (WSPU), les « suffragettes »), qui avait des méthodes plus radicales. Pourtant, l'union continua à se développer et jusqu'à compter, en 1914, 400 groupuscules répartis dans tout le pays réunissant en tout plus de 100000 membres. La majeure partie de ses membres étaient issues de la classe moyenne mais elle comptait dans ses rangs des membres d'origine plus modeste et, contrairement à la WSPU, elle acceptait l'adhésion de membres masculins.
Lors des élections législatives de 1906, la NUWSS forme des comités dans chacune des circonscriptions pour convaincre les partis locaux de sélectionner les candidats acquis à sa cause.
L'année suivante, le 7 février 1907, elle organisa la Mud March, sa première manifestation de grande ampleur.
En 1912, Millicent Fawcett se rapproche du Parti travailliste en vue des prochaines élections. Sa décision rompt avec la position originelle d'indépendance vis-à-vis des partis et provoque les critiques de suffragistes libérales, comme Eleanor Rathbone, qui quitte l'association. Elle y reviendra pourtant et en devint la présidente en 1918.
La NUWSS est affiliée à l'Alliance internationale pour le suffrage des femmes.

## Première Guerre mondiale
Lorsque la Première Guerre mondiale éclata, la majorité de ses membres est en faveur de la guerre, tandis qu'une minorité prône des idées pacifistes. L'organisation participe à l'effort de guerre, en soutenant le remplacement dans l'industrie des hommes partis au front par des femmes. Elle crée également des unités de soins composées uniquement d'infirmières et de femmes médecins, qui apportèrent leur aide sur le front français.
À la fin de la guerre, en 1918, le Parlement accorde le droit de vote aux femmes âgées de plus de 30 ans, ce qui ne correspond pas encore à l'égalité des droits entre les hommes et les femmes demandé par l'Union. Des députées sont cependant pour la première fois élues. Les conditions de vote et d'éligibilité seront alignées sur celles des hommes en 1928.